# Ectecephala confluens
Ectecephala confluens är en tvåvingeart som beskrevs av Becker 1916. Ectecephala confluens ingår i släktet Ectecephala och familjen fritflugor. Inga underarter finns listade i Catalogue of Life.